# 2006년 뉴욕 영화 비평가 협회상
제72회 뉴욕 영화 비평가 협회상은 2006년 12월 11일에 열린 시상식이다.

## 수상 및 후보

### 작품상
- 플라이트 93 - 폴 그린그래스 수상

### 감독상
- 디파티드 - 마틴 스코세이지 수상

### 각본상
- 더 퀸 - 피터 모건 수상

### 여우주연상
- 더 퀸 - 헬렌 미렌 수상

### 남우주연상
- 라스트 킹 오브 스코틀랜드 - 포레스트 휘태커 수상

### 여우조연상
- 드림걸즈 - 제니퍼 허드슨 수상

### 남우조연상
- 리틀 칠드런 - 잭키 얼 헤일리 수상

### 촬영상
- 판의 미로 - 오필리아와 세 개의 열쇠 - 길러모 네바로 수상

### 애니메이션상
- 해피 피트 - 조지 밀러 수상

### 다큐멘터리상
- 딜리버 어스 프럼 이블 - 에이미 버그 수상

### 외국영화상
- 그림자 군단

### 신인작품상
- 하프 넬슨 - 라이언 플렉 수상